# روز مبادا
روز مبادا فیلمی به کارگردانی و نویسندگی فائزه عزیزخانی محصول سال ۱۳۹۳ ایران است. عباس کیارستمی نیز در این پروژه در مقام مشاور کارگردان حضور داشت. تندیس بهترین فیلم در بخش هنر و تجربه از سی و سومین دوره جشنواره فیلم فجر به فائزه عزیزخانی برای این فیلم اهدا شد. جشنواره فیلم‌های ایرانی فرانکفورت با نمایش این فیلم افتتاح شد.

## داستان فیلم
مادر هوای رفتن کرده و زندگی‌اش رنگی دیگر گرفته… اما اهل خانه او را باور نمی‌کنند…